# NGC 4639
NGC 4639 је спирална галаксија у сазвежђу Девица која се налази на NGC листи објеката дубоког неба.
Деклинација објекта је + 13° 15' 26" а ректасцензија 12h 42m 52,3s. Привидна величина (магнитуда) објекта NGC 4639 износи 11,4 а фотографска магнитуда 12,2. Налази се на удаљености од 16,8000 милиона парсека од Сунца. NGC 4639 је још познат и под ознакама UGC 7884, MCG 2-32-189, CGCG 70-230, IRAS 12403+1331, CGCG 71-8, VCC 1943, PGC 42741.